# Marie-Luise Kling-de Lazzer
Marie-Luise Kling-de Lazzer (* 3. September 1947 in Leutkirch im Allgäu) ist evangelische Pfarrerin. Sie war bis September 2012 Dekanin des Kirchenbezirks Tübingen der Evangelischen Landeskirche in Württemberg.

## Ausbildung und Beruf
Nach ihrer Schulzeit in Leutkirch im Allgäu studierte Marie-Luise Kling-de Lazzer Evangelische Theologie und Mathematik auf Lehramt sowie Philosophie in Tübingen, Berlin und Zürich.
Zu Beginn ihres Studiums, 1966, war Frauen der Weg in den Pfarrdienst verwehrt. So trat sie 1972 ein zweijähriges Referendariat in Tübingen an. 1978 wurde sie im Fach Evangelische Theologie mit einer Arbeit über den Religionsunterricht promoviert.
Inzwischen konnten auch Frauen im Pfarrdienst arbeiten. 1979 wurde Marie-Luise Kling-de Lazzer Pfarrverweserin im Stuttgarter Stadtteil Berg. Sie ging 1981 an die Erlöserkirche in Stuttgart und wurde dort 1984 ständige Pfarrerin. Drei Jahre später wechselte sie an die Stuttgarter Gedächtniskirche. Von 1995 bis September 2012 war sie Pfarrerin an der Stiftskirche Tübingen und Dekanin im rund 90.000 Gemeindemitglieder zählenden Kirchenbezirk Tübingen.
Marie-Luise Kling-de Lazzer war von 1997 bis 2003 Mitglied der Kammer für Theologie der Evangelischen Kirche in Deutschland.
2005 kandidierte sie als erste Frau für das Amt der Landesbischöfin in der Evangelischen Landeskirche in Württemberg. Sie wurde dabei von dem Gesprächskreis Offene Kirche unterstützt. Bei der Wahl am 10. März 2005 unterlag sie dem Pfarrer und Diakoniedirektor Frank Otfried July.

## Familie und Privates
Marie-Luise Kling-de Lazzer ist verheiratet und hat ein Kind.